# Tutzing
Tutzing is een plaats in de Duitse deelstaat Beieren, en maakt deel uit van de Landkreis Starnberg.
Tutzing telt 9.897 inwoners.

## Geboren
- Michael Schanze (1947), schlagerzanger, acteur, presentator, componist en schrijver

## Overleden
- Erich Ludendorff (1865-1937), generaal en politicus
- Willem van Hoogstraten (1884-1965), Nederlandse violist en dirigent

Andechs ·
Berg ·
Feldafing ·
Gauting ·
Gilching ·
Herrsching am Ammersee ·
Inning am Ammersee ·
Krailling ·
Pöcking ·
Seefeld ·
Starnberg ·
Tutzing ·
Weßling ·
Wörthsee